# Bàn Đức Vinh
Bàn Đức Vinh (sinh năm 1957) là một chính khách Việt Nam. Ông là đại biểu Quốc hội Việt Nam khóa XII, thuộc đoàn đại biểu Hà Giang và là một trong 77 đại biểu là người dân tộc thiểu số trong Quốc hội khóa này.
Ông sinh ngày 24 tháng 12 năm 1957 tại thôn Tân Sơn, xã Minh Tân, huyện Vị Xuyên, tỉnh Hà Giang, người dân tộc Dao.
Có trình độ Đại học, được kết nạp Đảng Cộng sản Việt Nam ngày 1 tháng 4 năm 1991, sự nghiệp chính trị của ông đạt đỉnh cao với chức vụ Ủy viên Ủy ban Trung ương Mặt trận Tổ quốc Việt Nam, Ủy viên Ban thường vụ Tỉnh ủy, Bí thư Đảng đoàn - Chủ tịch Ủy ban Mặt trận Tổ quốc Việt Nam tỉnh Hà Giang.

## Gia đình
Ông có người con trai tên Bàn Minh Thắng, là Chủ tịch Ủy ban nhân dân xã Xín Chải, huyện Vị Xuyên. Năm 2012, anh Thắng đã tự nhận là chủ sở hữu của hơn 1.888 m³ gỗ có nguồn gốc của UBND huyện Bắc Mê và lừa bán với giá 3,6 tỷ đồng. Sau phản ánh của báo Pháp luật Việt Nam vào ngày 29 tháng 6 năm 2015, Viện Kiểm sát nhân dân tối cao đã yêu cầu Viện Kiểm sát nhân dân tỉnh Hà Giang kiểm tra lại vụ việc và báo cáo lên cấp trên. Tuy nhiên, anh Bàn Minh Thắng không bị khởi tố mà chỉ bị khai trừ khỏi Đảng. Theo một nguồn tin của Báo Pháp luật Việt Nam, vụ việc đã đủ điều kiện khởi tố nhưng không bị khởi tố vì "lý do tế nhị liên quan đến thân thế" của nhân vật.